# Autonome Universiteit van Madrid
De Autonome Universiteit van Madrid (Spaans: Universidad Autónoma de Madrid) is een Spaanse universiteit, beter bekend als UAM of "la Autónoma". UAM is een openbare universiteit, opgericht in 1968, samen met de autonome universiteiten van Barcelona en Bilbao (nu Universiteit van Baskenland) in een periode waarin zeer ambitieze hervormingen van het onderwijs plaatsvonden, in de jaren 1960 en 1970. Sinds 1971 ligt de belangrijkste campus in Cantoblanco, even buiten Madrid. Daardor ligt de campus dichter bij Alcobendas en Tres Cantos dan bij Madrid.

## Faculteiten
De UAM is verdeeld in acht faculteiten en kent daarnaast 'schools', onderzoeksinstituten en genassocieerde 'schools'.
De faculteiten zijn:
- Faculteit voor Filosofie en Letteren
- Faculteit Rechtsgeleerdheid
- Faculteit Economie en Bedrijfskunde
- Faculteit Natuurwetenschappen
- Faculteit Medicijnen
- Faculteit Psychologie
- Faculteit Onderwijskunde en Didactiek

Verder is er de 'Engineering School'